# Lucas Walbrecq
Lucas Walbrecq (Lobbes, 12 juli 1996) is een Belgisch voetballer die sinds 2022 uitkomt voor Lierse Kempenzonen. Walbrecq is een aanvaller die het liefst als rechtsbuiten speelt.

## Carrière
Walbrecq genoot zijn jeugdopleiding bij JS Ragnicole, Sporting Charleroi, Standard Luik en KRC Genk. Toen hij er niet in slaagde om door te breken bij de Genkse A-kern, stapte hij in januari 2016 over naar derdeklasser UR La Louvière Centre. Een half seizoen later ruilde hij de club in voor Châtelet-Farciennes SC. Walbrecq werd in zijn eerste seizoen bij Châtelet-Farciennes meteen kampioen in Tweede klasse amateurs, waarop hij het seizoen daarop mocht aantreden in Eerste klasse amateurs.
In 2018 zakte Walbrecq een divisie door bij RUS Rebecquoise te tekenen, maar na een seizoen haalde RFC Seraing hem weer naar Eerste klasse amateurs. Daar bleef hij slechts een half seizoen, want in januari 2020 maakte hij de overstap naar reeksgenoot RWDM. Met deze club promoveerde Walbrecq meteen naar Eerste klasse B. Waar Walbrecq in Eerste klasse amateurs nog een vaste waarde was bij RWDM, kreeg hij in 1B evenwel slechts drie invalbeurten. Bij zijn enige basisplaats van het seizoen 2020/21, in de bekerwedstrijd tegen Union Rochefortoise, scoorde hij twee van de acht goals van RWDM.
In april 2021 ruilde hij RWDM voor Union Rochefortoise, uitgerekend de club waartegen hij in het seizoen 2020/21 tweemaal had gescoord in het shirt van RWDM. Na één seizoen haalde Lierse Kempenzonen hem echter weer naar het profvoetbal. Walbrecq, die tijdens zijn jaar als Rochefort-speler zijn voetbalactiviteiten combineerde met een job bij een sorteercentrum en later ook bij de salamifabriek van Marcassou, gaf later aan dat hij na zijn passage bij RWDM even genoeg had van de profwereld. Na zijn seizoen bij Rochefort ging hij testen bij twee Luxemburgse eersteklassers en klopte hij aan bij Excelsior Virton, maar uiteindelijk raakte hij na een geslaagde test binnen bij Lierse Kempenzonen, waar hij overtuigde met een hattrick in een oefenwedstrijd tegen KSK Heist.

## Clubstatistieken
| Seizoen         | Club                   | Land            | Competitie             | Competitie | Competitie | Beker | Beker | Supercup | Supercup | Europees | Europees | Totaal | Totaal |
| Seizoen         | Club                   | Land            | Competitie             | Wed.       | Dlp.       | Wed.  | Dlp.  | Wed.     | Dlp.     | Wed.     | Dlp.     | Wed.   | Dlp.   |
| --------------- | ---------------------- | --------------- | ---------------------- | ---------- | ---------- | ----- | ----- | -------- | -------- | -------- | -------- | ------ | ------ |
| 2015/16         | UR La Louvière Centre  | Vlag van België | Derde klasse           | 1          | 0          | 0     | 0     | —        | —        | —        | —        | 1      | 0      |
| 2016/17         | Châtelet-Farciennes SC | Vlag van België | Tweede klasse amateurs | 26         | 6          | 0     | 0     | —        | —        | —        | —        | 26     | 6      |
| 2017/18         | Châtelet-Farciennes SC | Vlag van België | Eerste klasse amateurs | 15         | 1          | 0     | 0     | —        | —        | —        | —        | 15     | 1      |
| 2018/19         | RUS Rebecquoise        | Vlag van België | Tweede klasse amateurs | 30         | 6          | 1     | 0     | —        | —        | —        | —        | 31     | 6      |
| 2019/20         | RFC Seraing            | Vlag van België | Eerste klasse amateurs | 7          | 0          | 3     | 0     | —        | —        | —        | —        | 10     | 0      |
| 2019/20         | RWDM                   | Vlag van België | Eerste klasse amateurs | 8          | 1          | 0     | 0     | —        | —        | —        | —        | 8      | 1      |
| 2020/21         | RWDM                   | Vlag van België | Eerste klasse B        | 3          | 0          | 1     | 2     | —        | —        | —        | —        | 4      | 2      |
| 2021/22         | Union Rochefortoise    | Vlag van België | Derde afdeling         |            |            |       |       | —        | —        | —        | —        |        |        |
| 2022/23         | Lierse Kempenzonen     | Vlag van België | Eerste klasse B        | 18         | 1          | 2     | 1     | —        | —        | —        | —        | 20     | 2      |
| Carrière totaal | Carrière totaal        | Carrière totaal | Carrière totaal        | 108        | 15         | 5     | 2     | 0        | 0        | 0        | 0        | 95     | 16     |

Bijgewerkt op 28 maart 2023.
1 Teunckens ·
2 De Schrijver ·
3 Marijnissen ·
5 Laes ·
6 Swinnen ·
8 Van Acker ·
9 S. Limbombe ·
10 De Schryver ·
11 Liongola ·
12 De Smet ·
13 Teunen ·
14 Maes ·
16 Maesen ·
19 Kieboom ·
20 Vanderhallen ·
23 Boone ·
36 Leyssens ·
42 Sampers ·
64 Vanuffelen ·
70 El Touile ·
77 Masaki ·
Naessens ·
Hendrickx ·
Coach: Van Imschoot
· Assistent-coach: Van Kerckhoven